# Pobedítel (Krasnodar)
Pobedítel (del ruso: Победитель) es un posiólok del distrito Prikubanski del ókrug urbano de Krasnodar del krai de Krasnodar, en el sur de Rusia. Está situada en las tierras bajas de Kubán-Azov al norte del rio Kubán, 14 km al nordeste del centro de Krasnodar. Tenía una población de 409 habitantes en 2010.
Pertenece al ókrug rural Kalíninski del distrito Prikubanski.

## Historia
La localidad recibió su nombre actual el 11 de marzo de 1977, por decisión del Consejo Municipal de Krasnodar sobre territorios de varias granjas de los ókrug Léninski, Pervomaiski y Sovetski de la ciudad.

## Transporte
La Autopista M4 Don pasa al oeste de la localidad.